# گونی (سرده)
گونی (نام علمی: Chesneya) نام یک سرده از تیره باقلاییان است.